# سغران تشال
سغران تشال هي قرية في مقاطعة طالقان، إيران. يقدر عدد سكانها بـ 98 نسمة بحسب إحصاء 2016.